# Zingiber wrayi
Zingiber wrayi är en enhjärtbladig växtart som beskrevs av David Prain och Henry Nicholas Ridley. Zingiber wrayi ingår i släktet Zingiber och familjen Zingiberaceae.

## Underarter
Arten delas in i följande underarter:

## Bildgalleri

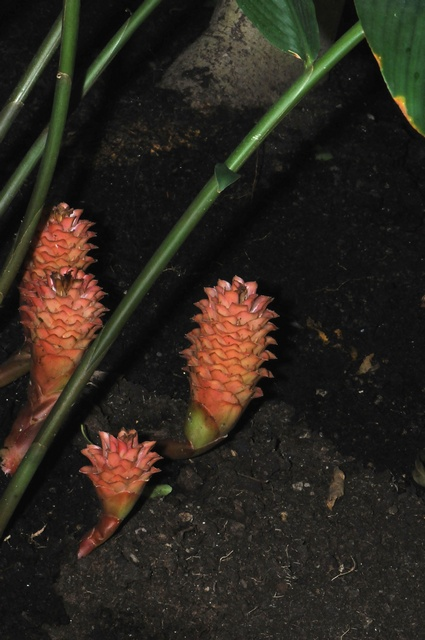
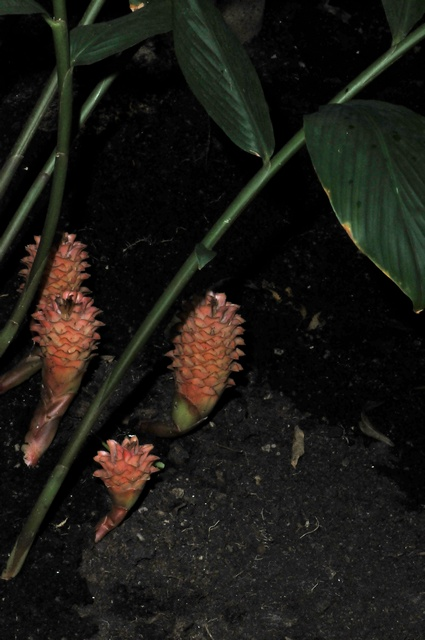
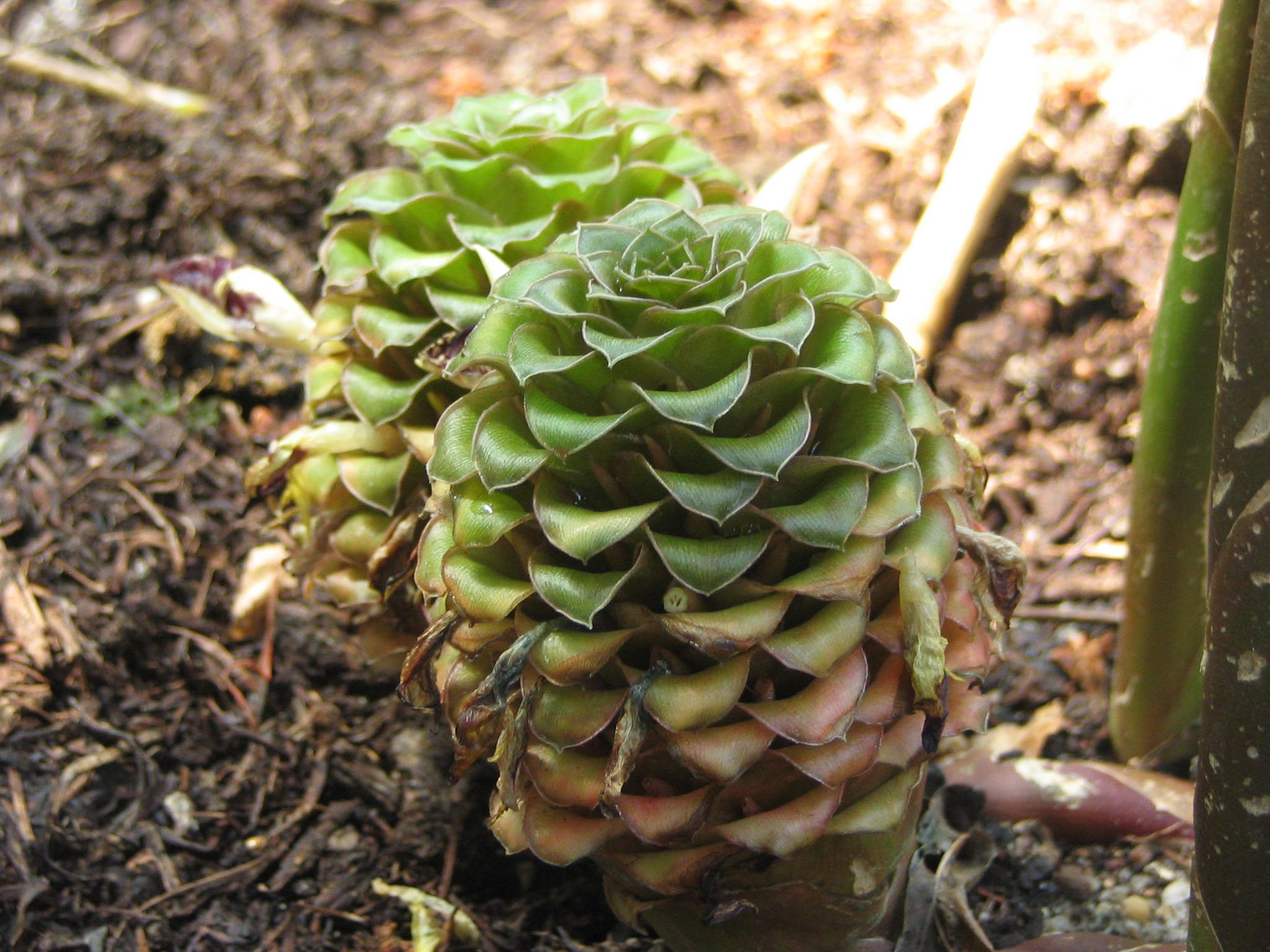